# فريدريك الرابع، دوق لورين
فريدريك الرابع أو فيري الرابع (الفرنسية: Ferry؛ 15 أبريل 1282 – 23 أغسطس 1328)، الملقب بـالمقاتل، كان دوق لورين منذ عام 1312 حتى وفاته سنة 1328.

## السيرة
وُلد فريدريك في غوندريفيل، وهو ابن وخليفة تيوبالد الثاني وإيزابيلا من رومييني.
في 18 أكتوبر 1314 خلال مجمع فرانكفورت، أخفق الأمراء الناخبون في الإمبراطورية الرومانية المقدسة في انتخاب خليفة للإمبراطور هاينريش السابع، سواء كان المطالب الهابسبورغي فريدريك الوسيم دوق النمسا أو خصمه الفيتلسباخي لودفيغ الرابع البافاري، وبحكم زواجه من إليزابيث ابنة ألبرشت الأول ملك ألمانيا، كان فريدريك صهر فريدرش الوسيم، المعروف لدى أنصاره باسم "فريدرش الثالث ملك ألمانيا"، وكان دوق لورين من مؤيديه، في 28 سبتمبر 1322، تم أسر الاثنان معًا خلال معركة مولدورف، وكانت تلك فرصة للملك شارل الرابع ملك فرنسا لتعزيز الروابط الفرنسية مع لورين، فسارع نحو السعي لإطلاق سراحه مقابل وعد بألا تتدخل لورين في شؤون الإمبراطورية.
وفي سنة 1324 شارك في حملة عسكرية على آكيتين ضد ممتلكات إدوارد الثاني ملك إنجلترا، إذ أن شارل الرابع شيّد حصنًا غير قانوني على أرض إدوارد، وأرسل عمه الكونت شارل الثالث من فالوا، لمحاربة الإنجليز، وخاصة بعدما قام هيو ديسبينسر إيرل وِنشستر الأول وابنه هيو بفرض الإقامة الجبرية على إيزابيلا الفرنسية شقيقة الملك شارل الرابع خلال المرحلة الأخيرة من عهد زوجها الملك إدوارد الثاني، وذلك في ظل التوترات السياسية المتصاعدة في البلاط الإنجليزي، وكان كلاهما يتمتع بنفوذ واسع لدى الملك، وشارك أيضًا في حرب ميتز عامي 1325 و1326، وبعد اعتلاء فيليب السادس ملك فرنسا العرش في 1328 انضم إليه فريدريك وخاض المعارك تحت رايته، حيث لقي حتفه في معركة كاسيل في 1328، وخلفه ابنه البكر رودولف الذي كان في الثامنة من عمره، فتولى الحكم تحت وصاية والدته.

## الذرية

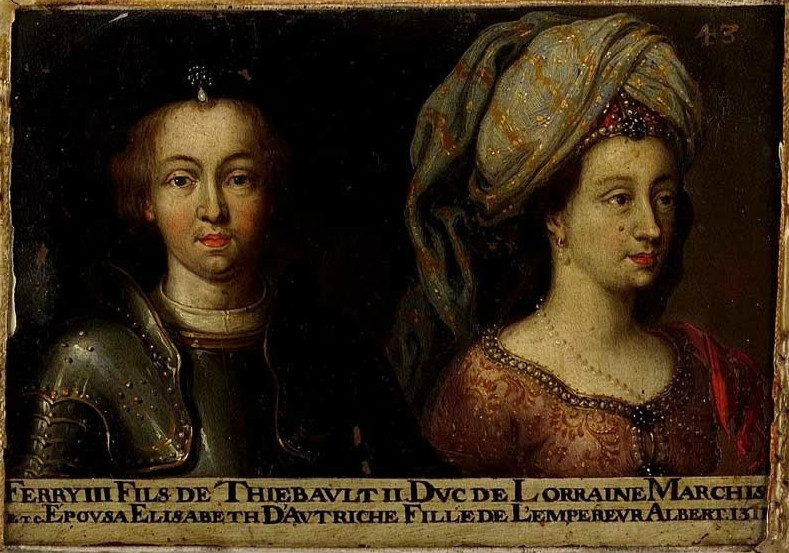
الزوجين فيري الرابع دوق لورين وزوجته إليزابيث.

تزوّج فريدريك الرابع من إليزابيث النمساوية (حوالي 1285 - 19 مايو 1353)؛ ابنة ألبرشت الأول النمساوي ملك ألمانيا وزوجته إليزابيث الكارينثية.
كانت إليزابيث في سن مبكرة مخطوبة لأحد أبناء فيليب الرابع ملك فرنسا من أجل تعزيز تحالفات والدها، ولكن خُطبتها فُسخت عقب زواج شقيقها رودولف من بلانش الفرنسية عام 1300، لتتزوج لاحقًا منه، بعقد مؤرخ في 6 أغسطس 1306 وتزويج فعلي عام 1307.
وأنجبت الأطفال الآتيين، ليس بترتيب:
- رودولف (1320–1346)؛[5] خليفته في دوقية لورين.
  - فريدرش إيرل لونفيل
- مارغريت (توفيت في 9 أغسطس 1376)؛ تزوّجت من جان دي شالون سيّد أوبريف (توفي 1350)، ثم من كونراد كونت فرايبورغ، وأخيرًا من أولريش سيّد رابولتشتاين (توفي 1377).
- أغنيس.
- تيوبالد.
- ألبرشت.